# Adolfo Möller
Adolpho Frederico Möller (Lisboa, 31 de outubro de 1842 — Lisboa, 20 de junho de 1920), com o apelido por vezes grafado Moller ou Moeller, foi um silvicultor e naturalista que se distinguiu como Chefe dos Trabalhos Práticos do Jardim Botânico de Coimbra e como coletor de espécimes para herbário, tendo contribuído para o conhecimento da flora de várias regiões de Portugal e de São Tomé e Príncipe. Teve um contributo importante na elaboração das coleções de diversos herbários, entre os quais o Herbário da Universidade de Coimbra, e deixou uma assinalável obra dispersa por diversos periódicos científicos.

## Biografia
Nasceu em Lisboa, filho de Henrique Möller e de Sofia Lindenberg, um casal de origem alemã que se havia fixado em Portugal. Após concluir a instrução primária e secundária em Lisboa, como aluno do Colégio Luso-Britânico e da Escola Alemã de Lisboa, partiu em 1857 para a Alemanha onde concluiu com distinção o curso de silvicultura prática.
Terminado o curso, regressou a Portugal e a 4 de outubro de 1860 foi nomeado silvicultor substituto na Administração Geral das Matas do Reino. Em 1862 foi transferido para os serviços da Administração dos Pinhais Nacionais da Machada e Vale do Zebro, onde passou a silvicultor efetivo em 1863.
No ano imediato, por decreto de 28 de dezembro de 1864, foi transferido para o corpo auxiliar do recém-criado Corpo de Engenharia Civil do Ministério das Obras Públicas, Comércio e Indústria, sendo destacado em 3 de junho de 1865 para a Direcção das Obras Públicas de Coimbra. A 4 de agosto do ano seguinte, na sequência da reorganização do Ministério, foi nomeado chefe da Secção Florestal da Direcção para Administrar as Obras do Mondego. Manteve-se nestas funções até 31 de dezembro 1873, trabalhando na arborização das margens do rio Mondego e das matas da região de Coimbra (incluindo o Choupal), granjeando uma reputação de grande profissionalismo e de raras qualidades de carácter.
Por iniciativa de Júlio Henriques, recém-nomeado director do Jardim Botânico da Universidade de Coimbra e conhecedor da competência técnica e do trabalho metódico de silvicultura que Möller vinha desenvolvendo nas matas do Mondego, o reitor da Universidade de Coimbra, ao tempo o professor de Química Júlio Máximo de Oliveira Pimentel, 2.º visconde de Vila Maior, solicitou ao Ministro das Obras Públicas a requisição do silvicultor para dirigir a reestruturação do jardim.
A chegada de Möller ao Jardim Botânico da Universidade de Coimbra coincidiu com a profunda reforma do ensino da Botânica na Universidade de Coimbra liderada por Júlio Henriques. O jardim, que se encontrava em declínio desde os tempos de Félix de Avelar Brotero, precisava de completa revisão na sua estrutura e missão, com replantação de grande parte da sua colecção e tratamento das árvores mais antigas que mostravam degradação. A alteração da missão passava também pela criação de condições para a produção de sementes e de plantio, especialmente de espécies tropicais com interesse económico na agricultura das possessões portuguesas em África. Eram estes os complexos desafios que aguardavam Möller quando a 1 de janeiro 1874 foi nomeado interinamente «inspector» do Jardim Botânico da Universidade de Coimbra.
No Jardim Botânico assumiu as funções de Chefe dos Trabalhos Práticos do Jardim, coordenando e orientando tecnicamente a acção dos jardineiros e preparando as aulas práticas que ali passaram a ser leccionadas por Júlio Henriques. O seu trabalho viria a ser determinante para o engrandecimento do Jardim Botânico como instituição, renovando as colecções e iniciando um trabalho sistemático de aclimatação de espécies das regiões subtropicais e tropicais, em particular da Austrália, que teve importantes repercussões em muitos dos jardins botânicos europeus com os quais estabeleceu profícua colaboração.
Outra área em que a acção de Möller foi determinante foi na produção de sementes e de plantio, materiais que foram utilizados na promoção da agricultura colonial, nomeadamente na cultura experimental da quina, nome pelo qual eram conhecidas as espécies do género Cinchona utilizadas para a produção do quinino utilizado no tratamento da malária. Apesar de centrar a sua actividade profissional no Jardim Botânico de Coimbra, manteve colaboração com os serviços oficiais de silvicultura, especialmente no apoio ao funcionamento dos viveiros florestais do Choupal e de Vale de Canas que tinha iniciado antes de ser requisitado pela Universidade. O funcionamento destes viveiros foi um grande impulso à arborização e tiveram enorme importância no repovoamento florestal português.
Contudo foi no campo da colecta e herborização de espécimes florísticos e na reorganização e enriquecimento do Herbário da Universidade de Coimbra que a sua acção foi mais notável. Os exemplares que colectava eram organizados por Júlio Henriques, sendo muitos deles enviados para outros herbários, por toda a Europa, num sistema de trocas que em muito contribuiu para a diversificação da colecção coimbrã. Um dos herbários mais activos neste processo foi o herbário do Jardim Botânico de Berlim (hoje o Botanischer Garten und Botanisches Museum Berlin-Dahlem), já que o domínio da língua alemã de Möller e as relações que estabelecera quando estudara na Alemanha permitiam uma colaboração com instituições germânicas que não tinha paralelo em Portugal.
Möller não se limitava à recolha de plantas, já que foi também um valoroso colector de espécies animais e de fungos, tendo realizado expedições de prospecção florística em Portugal e nas colónias portuguesas de África. Entre essas expedições merece particular destaque a realizada a São Tomé e Príncipe no ano de 1885. Esta expedição resultou da constatação de ser a ilha de São Tomé a possessão portuguesa onde melhores resultados eram conseguindo na cultura de espécies de quina, razão pela qual Júlio Henriques, com o apoio do Ministro da Marinha e Ultramar, ao tempo o escritor Manuel Pinheiro Chagas, organizou a visita do seu prospector à ilha.
Esta importante expedição científica teve a duração de quatro meses e dela resultaram catálogos descritivos dos produtos do arquipélago santomense que foram apresentados na Exposição Insular e Colonial Portuguesa, realizada em 1886 no Palácio de Cristal do Porto por ocasião das festas do V centenário do nascimento do Infante D. Henrique. Tendo feito questão de receber apenas as despesas da viagem e o indispensável para o seu sustento, trouxe de São Tomé 249 espécies zoológicas e 735 exemplares de herbário, para além de uma valiosa colecção mineralógica e etnográfica. O trabalho e dedicação à ciência que demonstrou mereceram uma portaria de louvor do então governador de São Tomé e Príncipe, Custódio Miguel de Borja, e um voto de louvor e agradecimento votado em congressão pela Faculdade de Filosofia da Universidade de Coimbra.
Os materiais trazidos de São Tomé e Príncipe foram distribuídos por diversos especialistas europeus e do seu estudo resultou a descrição de 116 novos taxa de plantas e fungos. Entre as novas espécies descritas, 14 espécies tiveram como epónimo o nome de Möller, recebendo o epíteto específico molleri. Um novo género de fungos do filo Ascomycota recebeu o nome específico Molleriella (Elsinoaceae). Também preparou um herbário didáctico, modelado de acordo com o Herbarium Normale de Schultz, uma colecção de plantas destinadas a ser utilizadas nas aulas de Botânica da Faculdade de Filosofia.
Também se dedicou à criação de herbários especializados para o ensino na Universidade de Coimbra, nomeadamente as colecções de plantas medicinais destinados ao ensino de Medicina e de Farmácia, ao tempo conhecidos por herbários de «matéria médica», nomeadamente o Herbário Médico do Gabinete de Matéria Médica da Universidade de Coimbra, basilar no ensino de Medicina, pelo que o seu contributo na sua elaboração mereceu votos de louvor e agradecimento da Faculdade de Medicina nas congressões finais de 31 de Julho de 1882 e 1883.
As suas recolhas foram amplamente utilizadas por vários botânicos europeus que identificaram e classificaram múltiplas novas espécies, algumas das quais tiveram o seu nome como epónimo, entre as quais Polypodium molleri Baker, Polytrichum molleri Müll.Hal., Molleriana mirabilis Winter e Lecidea molleri Henriq..
Outro campo em que foi pioneiro foi no estudo da fenologia, nomeadamente no conhecimento do ciclo de vida de várias espécies da flora portuguesa. As suas observações no Jardim Botânico da Universidade de Coimbra, com registos fenológicos sistemáticos e rigorosos realizados ao longo de vários anos, foram contributos importantes para os estudos fenológico realizados pelo botânico alemão Hermann Hoffmann, director do Jardim Botânico de Gießen, que as incluiu na publicação fenológico anual Phänologische Beobachtungen, que dirigia, e depois na sua obra Resultate der wichtigsten pflanzenphänologischen Beobachtungen in Europa de 1885.
Adolpho Möller publicou artigos sobre agricultura, silvicultura, floricultura, horticultura, farmacêutica e botânica médica em diversos periódicos científicas e de divulgação agronómica, portuguesas e de outros países, entre os quais a Gazeta de Pharmácia, o Portugal Agrícola, O Tribuno Popular, O Instituto de Coimbra, o Jornal da Sociedade Pharmacêutica Lusitana, o Jornal da Real Associação de Agricultura Portuguesa, a Gazeta das Aldeias, o Jornal Hortícola-Agrícola, o Jornal de Horticultura Prática, o Boletim da Sociedade Broteriana, o Correspondência de Coimbra, Berichte der Deutschen Pharmaceutischen Gesellschaft (de Berlim) e Der Tropenpflanzer : Zeitschrift für tropische Landwirtschaft (também de Berlim). Na sua produção científica destaca-se um conjunto de artigos notáveis sobre a flora da ilha de São Tomé.
Publicou também diversas monografias, entre as quais catálogos de plantas, com destaque para o Catálogo das Plantas Medicinais que habitam o continente português e diversos trabalhos sobre as plantas úteis de África equatorial .
Entre outras instituições, foi sócio honorário da Sociedade Pharmacêutica Lusitana, de Lisboa, e correspondente da Sociedade de Geographia Commercial, do Porto, e da Sociedade Promotora da Indústria Fabril, de Lisboa.